# بدرو
بدرو (به لاتین: Bedrovo) یک منطقهٔ مسکونی در بلغارستان است که در شهرستان چرنوچن واقع شده‌است.